# Кунгиртобе
Кунгиртобе I, II — средневековое укрепления. Расположены на западе и северо-западе в 1—1,5 км от аула Тамды Жамбылского района Жамбылской области. В 1941 году исследовано экспедицией Жамбылского археологического пункта (рук. Г. И. Пацевич). Высота Кунгиртобе-I 1 м, площадь 700*350 м, на углах укрепления сохранены основания башен. Кунгиртобе-II — продолговатый холмик, протянувшийся с севера на юг, Высотай 4 м, ширина 82*65 м. Сохранено старое русло реки Тамды, протекающее через городище. Найдены остатки средневековой посуды. Жители Кунгиртобе I, II занимались земледелием, выращивали зерновые культуры. Обнаружены склады, места амбаров, остатки водопровода, ямы для сброса мусора. Датируется 7-11 вв.